# Clarence Greene
Clarence Greene (ngày 10 tháng 8 năm 1913 – ngày 17 tháng 6 năm 1995) là nhà biên kịch và nhà sản xuất phim người Mỹ, vốn nổi tiếng với "sự sáng tạo và độc đáo khác thường" trong các kịch bản phim của ông cũng như các bộ phim truyền hình và phim noir được sản xuất vào thập niên 1950.

## Sự nghiệp
Khởi đầu với bộ phim năm 1944 mang tên The Town Went Wild, Greene đã đồng viết nhiều câu chuyện và kịch bản phim với Russell Rouse. Bộ đôi này gây được tiếng vang vì thành tựu của họ trong một loạt sáu bộ phim, bắt đầu với D.O.A. (Rudolph Maté đạo diễn-1949).
Với phim The Well (1951), họ đảm nhận vai trò đạo diễn và sản xuất: Rouse là đạo diễn và Greene là nhà sản xuất. Sự hợp tác này vẫn tiếp tục với những tựa phim sau đây gồm The Thief (1952), Wicked Woman (1953), New York Confidential (1955) và House of Numbers (1957).
Vào cuối thập niên 1950, Greene và Rouse cùng nhau thành lập Greene-Rouse Productions là hãng đã tạo ra loạt phim nhiều tập Tightrope công chiếu được một mùa (1959–1960) cũng như hai phim nữa trong thập niên 1960.
Ngoài những phim noir của mình, Rouse và Greene còn sản xuất hai phần phim về cao bồi miền viễn Tây nước Mỹ: The Fastest Gun Alive (1956) và Thunder in the Sun (1959). Bộ phim Pillow Talk năm 1959 dựa trên câu chuyện của đời mình. Sự nghiệp của họ kết thúc ngay sau bộ phim không thành công có nhan đề The Oscar (1966).
Rouse và Greene từng được đề cử Giải Oscar cho tác phẩm The Well (1951). Họ được trao Giải Oscar dành cho bộ phim Pillow Talk (1959) (với Maurice Richlin và Stanley Shapiro). D.O.A. thậm chí còn được lưu giữ tại Cơ quan Đăng ký phim Quốc gia. Bộ phim này từng được làm lại nhiều lần và cả hai đều được ghi nhận là biên kịch của hai phim gồm bản làm lại Color Me Dead của Úc từ năm 1969 và D.O.A bản làm lại năm 1988.